# Lucha de pulgares
La lucha de pulgares o guerra de pulgares es un juego  entre dos personas que consiste en que se enganchan sus manos derechas, dejando los pulgares libres, y con estos, se debe presionar el pulgar del oponente por unos 10 segundos para ganar.
El nombre original del juego es Gallitos. Los nombres de "lucha de pulgares" y "guerra de pulgares" son usados más frecuentemente para referirse al juego más modernizado.

## Personajes

### Principales
- Campeón mundial: Rodrigo Yzquierdo Aguilar *

- Coronel Cosaco - Rolando de Castro
- Dick Thompson	- Manuel Campuzano
- Anunciador del ring - Luis Alfonso Mendoza / Alejandro Mayén
- Meñique - Luis Alfonso Mendoza
- Insertos - Luis Alfonso Mendoza

### Diestros
- Vini Vidi Victorio - Carlos del Campo
- Señor Extremo	- Mario Castañeda
- Wasabi - Maggie Vera
- Phil el Canadiense - Luis Alfonso Mendoza
- Danny Kaboom - Luis Alfonso Mendoza
- La Bomba - Luis Alfonso Mendoza
- James Montgomery Flag - Eduardo Fonseca
- Superpatriota	- Roberto Molina (Temp. 1-3) /Leonardo García (Temp. 4)
- Tormenta - Jorge Santos
- Ay - Jorge Santos
- Ninja Knockout - Ernesto Lezama
- Flynn Dorsal - Javier Olguín
- Gary el Internista - Carlo Vázquez
- Pei Pei, la panda púrpura - Gabriela Gómez
- Pierre Pulgaroix - Gabriel Ortiz
- Hombre Mosca - Arturo Cataño

### Siniestros
- Senador Cráneo - Leonardo García
- N-Fuego - Leonardo García
- Pulgarsote - Leonardo García
- El Escorpión - Luis Alfonso Padilla
- Scott, el campista - Luis Alfonso Padilla
- Lucas Lurias - Luis Alfonso Padilla
- Itsy Bitsy - Rebeca Gómez
- Billy Malo Goatetsky - Carlos del Campo
- Chico Murciélago - Luis Alfonso Mendoza
- Niño Murciélago - Luis Alfonso Mendoza
- Capitán Carpal y su loro - Alejandro Mayén
- Reina Rudankamen - Laura Torres
- Ameba - Karla Falcón
- Pepe Marmaja - Ferso Velázquez
- Asistente de Pepe Marmaja /¿? (1.ª voz) / Daniel Lacy (2.ª. voz)
- Vikingo Perdido - Javier Rivero (1.ª voz) / Jorge Santos (2.ª. voz)
- Ira del Mal - Gabriel Ortiz
- El visitante - Igor Cruz

## Reglas
- No se puede alzar la mano.
- No separar los dedos de la palma del contrincante.

## Modificaciones
Actualmente se ha modificado este juego para hacerlo más realista, como por ejemplo, se le coloca un pedazo de plástico con motivo de arena de lucha libre, con 2 agujeros para pasar los pulgares (o también las manos completas). También se les han colocado a los pulgares máscaras de personajes para tener modernización. Como el clásico juego "Piedra, papel o tijera", este también es a menudo usado para decisiones, en el que el ganador o perdedor hará la futura situación.
En algunas culturas, el juego incluye el uso de una espada por jugadores, generalmente representada por el dedo índice. 
Esta espada apoya a la captura del pulgar de tu oponente, pero la cantidad de segundos incrementa al doble de lo establecido.

## Cultura popular
- En el canal "Cartoon Network"(CN) es frecuente, durante los programas, ver los cortos de "Federación de lucha de pulgares" o TWF (de Thumb Wrestling Federation) (clara parodia de la WWE), en el que 2 jugadores de las 2 esquinas, diestros (buenos) y siniestros (malvados), luchan para ver quién es el vencedor. Los jugadores tienen máscaras, nombre, personalidad y un superpoder.

También existe la IWT (International Wrestling Thumb) fundada a finales del 2012 en México por un joven llamado Ismael Tapia el cual convirtió la lucha de pulgares en un espectacular entretenimiento , la historia de IWT ha llegado a que la empresa se convirtiera en 2 empresas los cuales eran Los ZURDOS vs Los DERECHOS cada una pelea por el control de la IWT.
Esta es algo renovadora con sus (SUPERSTARS IWT) y también organiza torneos para todas la edades  
- Datos: Q5981999